# Dora Schrama
Dorothea Catharina (Dora) Schrama (Velsen, 15 maart 1907 – Amsterdam, 9 juni 1992) was een Nederlands sopraan.
Ze was dochter van bottelaar Adrianus Albertus Schrama en Elisabeth Catharina Belien. Tussen 1933 en 1941 was ze getrouwd met Hendericus Johannes Arisz en vanaf 1942 met Felix de Nobel.
Het zag er niet naar uit dat ze in de muziekwereld zou belanden; ze was onderwijzeres. Ze kreeg haar zangopleiding van Hermine Scholten, Dick Welman en Corry Bijster. Ze zou eerste operazangeres worden, maar de reacties vanuit het publiek (ze vonden haar niet serieus genoeg) gaf een wending in haar loopbaan. Het leidde vanaf 1933 tot een loopbaan als operettezangeres, onder andere in het gezelschap De Operatte-Sanghers van Welman. In april 1935 was ze voor het eerst op de radio te horen in een tijd dat ze als zangeres door Nederland trok en ook verbonden was aan de VARA. Ze was een van de eerste zangeressen in de voorloper van het Nederlands Kamerkoor, dat onder leiding stond van haar man. Ze zong niet alleen bij dat gezelschap, maar ook bij gezelschappen van Alex de Haas en Henk Dorel. Het bracht haar tot in Koninklijk Theater Carré. Ze zong daarbij ook in het lichte repertoire.
In 1941 en 1942 zong ze zestien concerten met het Concertgebouworkest, waarvan elf keer Le nozze di Figaro, in 1941 onder leiding van Willem van Otterloo en in 1942 onder leiding van Johannes den Hertog.
Dat ze enige bekendheid genoot blijkt uit een poster die hing op het Frederiksplein. Haar naam was daarop verbonden met Johan Boskamp, Sylvain Poons, Truce Speyk en met een net beginnend tenor:  Willy Alberti, die zijn naam tussen die sterren zag staan.
De schilder Jan Sluijters heeft haar in 1952 vastgelegd.